# 遊戲成癮
游戏成瘾（英文：Video game addiction，缩写：VGA）是一种特殊的成瘾行为，其特征为过度或强迫性游戏以致影响正常生活。目前游戏成瘾的定义在医学界仍是极具争议的，没有确切的证据表明游戏成瘾应当被归类为精神疾病。2010年，有媒体报道称《精神疾病诊断与统计手册》（缩写：DSM）中可能会考虑收录游戏成瘾。但美国精神医学学会发表的声明表示没有将游戏成瘾列为精神疾病，修订DSM是一件长期的、严肃的事情，所有的更改都将基于最新且可靠的科学研究。2019年5月，世界卫生组织将游戏成瘾列入国际疾病与相关健康问题统计分类。

## 医学界观点
游戏成瘾的定性在医学界并未获得共识，比如美国精神医学学会认为现有证据不足以证明游戏成瘾是一种精神疾病，并拒绝在第5版（2013年5月）《精神疾病诊断与统计手册》中收录游戏成瘾。而联合国世界卫生组织则持不同态度，并在2018年6月将“游戏障碍”收录至第十一版国际疾病分类（缩写：ICD-11）。但世界卫生组织这一行为亦引起许多批评与不满，在ICD-11正式批准前，26位研究者撰写一封致世界卫生组织的公开信，表示其提出的诊断分类缺乏科学证据，可能造成更多害处而非好处。与此同时，诸多游戏协会亦提出反对，指出“遊戲障礙”在医学界仍是存在争议与不确定性的。

## 可能致病成因
一些人認為，遊戲裡內建的獎勵制度，可能是導致遊戲成癮的原因。
在遊戲所創造的虛擬世界中，游戏成瘾者能獲得無法在現實世界中得到的自信與滿足感。

## 流行病學
- 台灣青少年中患有網路遊戲成癮的人約有31%[15][16][需要較佳来源]。